# 刺毛白叶莓
刺毛白叶莓（学名：Rubus spinulosoides）为蔷薇科悬钩子属的植物，是中国的特有植物。分布在中国大陆的湖北、山东等地，生长于海拔850米的地区，多生长在山顶杂木林，目前尚未由人工引种栽培。